# Cédric Meston
 (mars 2025).
L'article doit être relu — et modifié si nécessaire — par des contributeurs indépendants pour apporter un regard critique aux contributions effectuées en violation des conditions d'utilisation de Wikipédia, tant sur la forme (notamment concernant le style encyclopédique, la proportionnalité) que sur le fond (la neutralité de point de vue, la qualité et l'indépendance des sources).
 (mars 2025).
Motif : aucun articles centrés
- Archive Wikiwix
- Bing
- Cairn
- DuckDuckGo
- E. Universalis
- Gallica
- Google
- G. Books
- G. News
- G. Scholar
- Persée
- Qwant
- (zh) Baidu
- (ru) Yandex
- (wd) trouver des œuvres sur Wikidata

| 1. | Préciser le motif de la pose du bandeau. | Précisez le motif de la pose du bandeau en utilisant la syntaxe suivante : {{admissibilité à vérifier\|date=juin 2025\|motif=remplacez ce texte par le motif}}                     |
| 2. | Informer les utilisateurs concernés.     | Pensez à avertir le créateur de l'article, par exemple, en insérant le code ci-dessous sur sa page de discussion : {{subst:avertissement admissibilité à vérifier\|Cédric Meston}} |

 (mars 2025).
Cédric Meston (né le 14 décembre 1993 à Paris) est un entrepreneur français. Il est cofondateur de HappyVore (anciennement Les Nouveaux Fermiers),, qu’il quitte après 5 ans pour se consacrer à la reprise des entreprises en difficultés.
En 2021, il figure dans la liste Forbes 30 Under 30 France.

## Biographie

### Formation
Il est diplômé de Télécom Paris en 2017,.

### Carrière
Il commence sa carrière professionnelle en 2016 chez McKinsey comme consultant junior. Il y reçoit une promotion accélérée, et atteint le titre de engagement manager en 2019. Il quitte alors l'entreprise.
En 2019, avec Guillaume Dubois, il décide de créer Les Nouveaux Fermiers, entreprise spécialisée dans la production de viande végétale industrielle,,. L’entreprise fabrique des produits à partir d’eau, de blé, de pois, de fèves ou encore de soja dans la première usine du genre en France,, et revendique émettre 17 fois moins de CO2 qu’un producteur de viande classique. Elle a été lauréate du prix Act For Food 2020. En 2021, elle change de nom et devient HappyVore,. Au cours de 5 années, l’entreprise a réussi à lever plus de 35 millions d’euros.
En 2022, Cédric Meston fait partie de la délégation de la France au G20 des entrepreneurs,.
Fin 2024, il décide de quitter ses fonctions de HappyVore et devient repreneur d’entreprises en difficulté. Il reprend, ainsi, Bluedigo, Sol Semilla et Jay&Joy après une crise sanitaire majeure,.
En mars 2025, il reprend la branche française de Tupperware,.

## Distinctions
- 2021 : Forbes 30 Under 30 (France)[22],[5]
- 2022 : Prix Ivy (Finaliste)[23],[24]